# Malcolm Gladwell
Malcolm Gladwell (Fareham, 3 september 1963) is een Canadees auteur.
Gladwell werd geboren in het Verenigd Koninkrijk, groeide op in Canada en woont in New York. Hij is de zoon van een Britse vader en een Jamaicaanse moeder. Hij studeerde geschiedenis aan de universiteit van Toronto. Sinds 1996 schrijft hij voor The New Yorker.
Gladwell schreef twee boeken die internationale bestsellers werden, The Tipping Point (Nederlandse vertaling: Het beslissende moment) in 2000 en Blink (Nederlandse vertaling; Intuïtie) in 2005. Zijn boeken over sociale wetenschappen en besluitvorming verkochten zodanig dat Gladwell een veelgevraagd spreker werd. Zijn boek Outliers: Why Some People Succeed and Some Don't (Nederlandse vertaling: Uitblinkers) kwam uit in 2008.

## Filmografie
- The Missionary (2013)

- Bibsys: 1034898
- Biblioteca Nacional de España: XX1534968
- Bibliothèque nationale de France: cb150606671 (data)
- Catàleg d'autoritats de noms i títols de Catalunya: 981058522599106706
- CiNii: DA12577333
- Gemeinsame Normdatei: 122312112
- International Standard Name Identifier: 0000 0001 1887 6252
- Library of Congress Control Number: n99276127
- Nationale Bibliotheek van Letland: 000038676
- MusicBrainz: a8950eed-e308-4588-bd76-3b74752e93c2
- Bibliotheek van het Japanse parlement: 00825189
- Nationale Bibliotheek van Tsjechië: xx0052985
- Nationale bibliotheek van Australië: 41525887
- Nationale Bibliotheek van Israël: 987007310404505171
- Nationale Bibliotheek van Polen: a0000002894444
- Nationale en Universitaire bibliotheek Zagreb: 000402258
- Nederlandse Thesaurus van Auteursnamen: 205420168
- Réseau des bibliothèques de Suisse occidentale: 02-A009419789
- Istituto Centrale per il Catalogo Unico: TO0V368851
- LIBRIS: 318992
- Système universitaire de documentation: 076380963
- Trove: 1454648
- Virtual International Authority File: 25481798
- WorldCat: E39PBJm99kkFhgwMVqPpJJ4rMP